# بن فرمگاه
بن فرمگاه (انگلیسی: Ben Frempah؛ زادهٔ ۳ آوریل ۱۹۹۵) بازیکن فوتبال اهل بریتانیا است.
از باشگاه‌هایی که در آن بازی کرده‌است می‌توان به باشگاه فوتبال وایکام واندررز، باشگاه فوتبال سولیهال مورس، باشگاه فوتبال گایزلی، و باشگاه فوتبال لستر سیتی اشاره کرد.